# Kościół Nawiedzenia Najświętszej Maryi Panny w Tarnówce
Kościół Nawiedzenia Najświętszej Maryi Panny – rzymskokatolicki kościół parafialny należący do parafii pod tym samym wezwaniem (dekanat Jastrowie, diecezji koszalińsko-kołobrzeskiej, metropolii szczecińsko-kamieńskiej).

## Historia
Jest to świątynia wzniesiona w 1773 roku jako zbór ewangelicki. Restaurowana była w latach w 1815, 1867, 1894 i 1914 r. Przejęta została przez kościół katolicki w 1945 roku. W latach 2002–2003 wyremontowano wieżę.

## Architektura
Budowla jest szachulcowa, składa się z jednej nawy, posiada konstrukcję słupowo–ramową. Świątynia jest orientowana, salowa, jej prezbiterium nie jest wyodrębnione z nawy, zamknięta jest ścianą prostą. Z boku nawy jest umieszczona mała zakrystia. Od frontu znajduje się wieża, w górnej części oszalowana. Zwieńcza ją barokowy blaszany dach hełmowy z latarnią. Budowlę nakrywa dach jednokalenicowy, pokryty dachówką z naczółkiem w części tylnej. 
Wnętrze nakryte jest stropem o przekroju trapezu. Wzdłuż ścian są umieszczone empory, podparte słupami. Prospekt organowy reprezentuje styl neogotycki. Polichromia jest ozdobiona wizerunkami Oka Opatrzności, Baranka Wielkanocnego i Nawiedzenia Najświętszej Maryi Panny.

## Wyposażenie
Ołtarz główny w stylu barokowym pochodzi z 1775 roku. Kropielnica jest przykładem stylu neogotyckiego. Zachowały się oryginalne okucia na drzwiach wejściowych.